# Epischoenus quadrangularis
Epischoenus quadrangularis là loài thực vật có hoa trong họ Cói. Loài này được (Boeckeler) C.B.Clarke mô tả khoa học đầu tiên năm 1898.